# Associazione italiana combattenti volontari antifascisti di Spagna

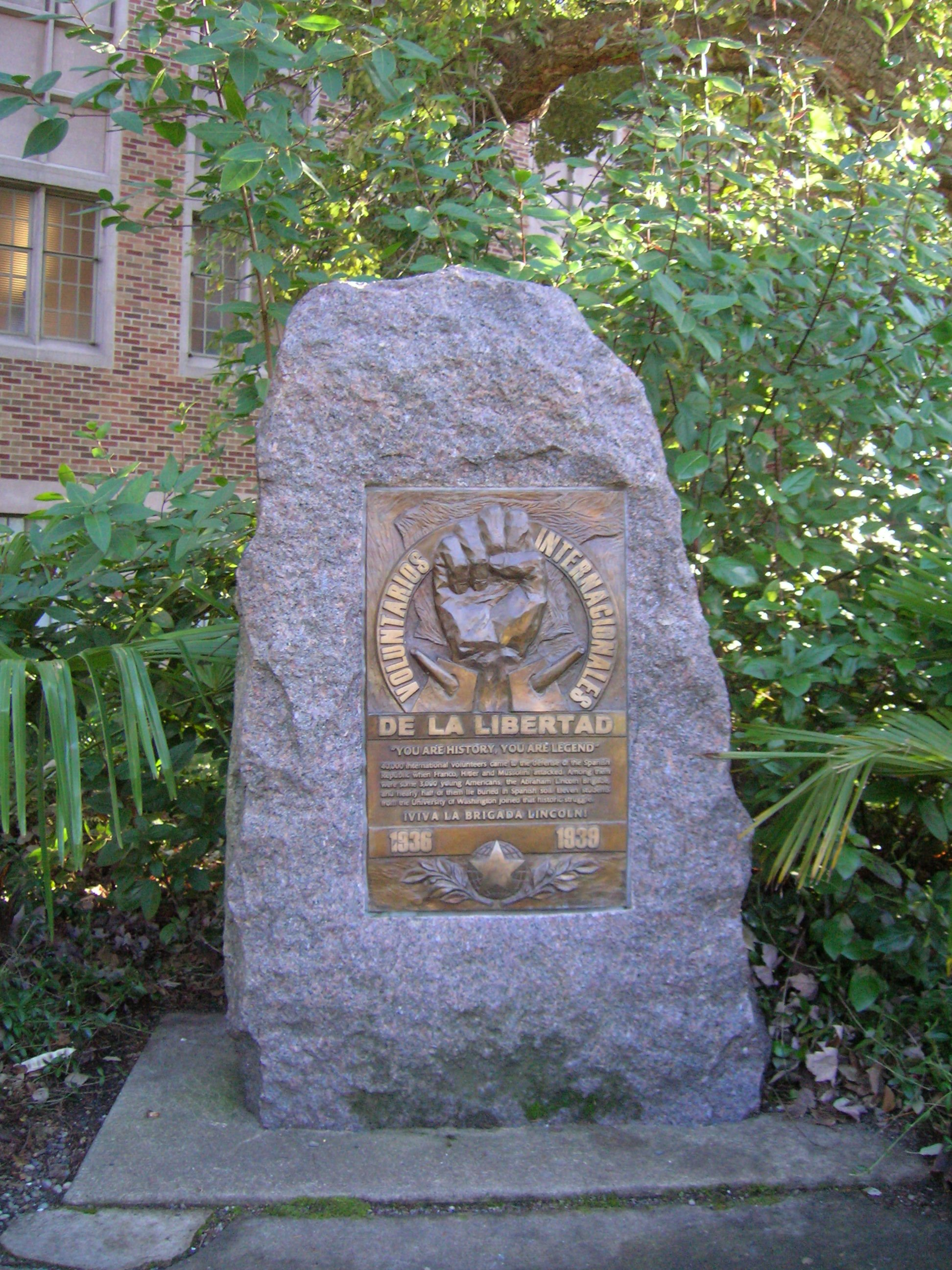
Monumento alle Brigate internazionali a Seattle Stati Uniti

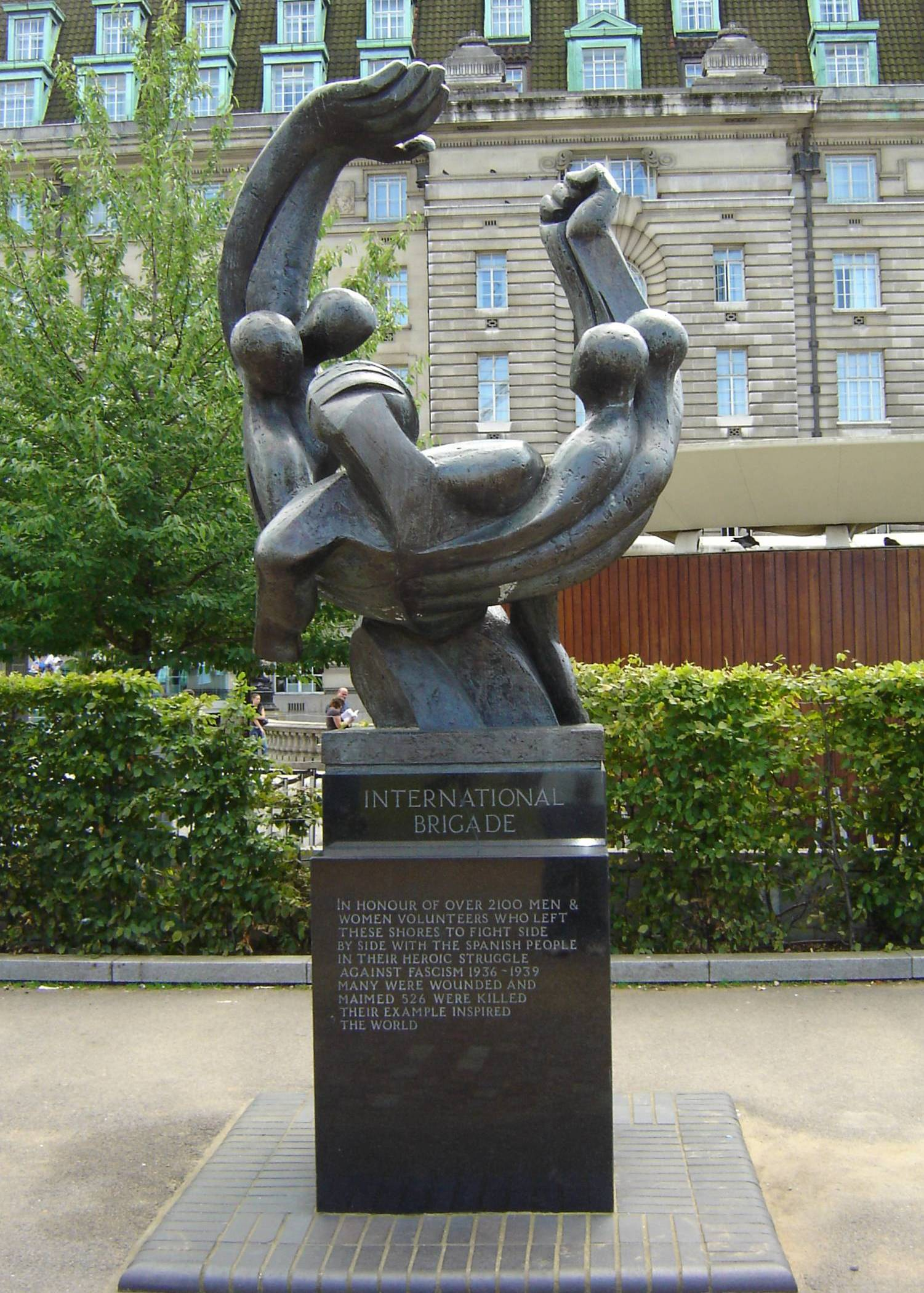
Monumento memorial delle Brigate internazionali a Londra

L'Associazione italiana combattenti volontari antifascisti di Spagna, acronimo AICVAS, era inizialmente composta dai volontari italiani superstiti che parteciparono, nelle Brigate internazionali, alla guerra civile spagnola. Attualmente fanno parte dell'associazione parenti di combattenti e coloro che ne condividono i principi e valori. Adesioni sono venute anche da ex-partigiani ed altri combattenti antifascisti, nonché da storici, scrittori, artisti, intellettuali e studenti.
L'Associazione ha sede in Milano e suo presidente è stato Giovanni Pesce fino all'anno della morte (2007).

## Storia
L'AICVAS venne costituita ufficialmente il 16 novembre 1968. L'ente forniva assistenza agli ex combattenti antifascisti della guerra civile spagnola, o ai loro eredi, nella richiesta di pensione e di riconoscimento di periodi di guerra, di internamento e di persecuzione subiti durante il regime fascista, attraverso la ricostruzione delle biografie dei reduci, dei caduti o dei dispersi. L'AICVAS subentrò, in questa attività, alla Fratellanza degli ex garibaldini di Spagna (FEGS), operante dal 1945 al 1968, prima a Milano poi a Bologna.

## Organi e redazione
L'Associazione, dopo la riforma statutaria del marzo del 2010, è stata diretta da Francesco Vaia, presidente, e una presidente onoraria, Onorina Brambilla Pesce, detta Nori, che fu anche presidente dell'Associazione Nazionale Perseguitati Politici Italiani Antifascisti, per la sede di Milano, nonché responsabile della Commissione femminile dell'ANPI. Nell'assemblea ordinaria dei soci del 21 giugno 2014 è stato eletto presidente dell'Associazione Italo Poma. Il Direttivo, è composto da ventiquattro membri, fra cui il presidente, il presidente onorario e i due vicepresidenti. Il controllo è esercitato da tre revisori e tre probiviri.

## Scopi e attività
Gli scopi dell'Associazione e le attività ad essi correlate sono connessi alla promozione e alla diffusione:
- degli ideali che hanno portato i volontari antifascisti, non solo italiani, a combattere ed a rischiare la propria vita in Spagna, nel corso della guerra civile e in altri scenari europei ed extraeuropei, prima, durante e dopo la seconda guerra mondiale
- del ricordo dei combattenti volontari antifascisti, che in Spagna e in altri paesi europei diedero un indimenticabile esempio di coerenza e di coraggio, andando incontro alla morte, alle mutilazioni, alla prigionia nei campi di concentramento e rimanendo sempre fedeli ai propri convincimenti democratici
- dei valori di democrazia e di solidarietà propugnati dai volontari antifascisti italiani in Spagna e, successivamente, dai partigiani in Italia, nell'ambito della lotta di liberazione nazionale condotta contro il nazifascismo.

Strumenti per il raggiungimento degli obiettivi indicati e l'espletamento delle attività sociali sono in primo luogo gli stessi soci e simpatizzanti coinvolti in prima persona nell'organizzazione di convegni, manifestazioni, simposi, viaggi in Spagna e in altri paesi europei. L'Associazione, che fa ampio uso dei mezzi di comunicazione di massa, finanzia inoltre, nel limite delle sue possibilità, studi e ricerche per approfondire e diffondere la conoscenza storica della guerra civile spagnola e di coloro che vi hanno preso parte, e, in via più generale, della lotta al nazifascismo in Europa e nel mondo. A tale proposito va segnalato che l'AICVAS ha sempre curato i contatti e la creazione di sinergie con altre associazioni, movimenti e gruppi organizzati di ispirazione antifascista e, in primo luogo con l'ANPI.